# 柳雄大
柳 雄大（やなぎ ゆうだい、1992年4月2日 - ）は、愛知県名古屋市出身のハンドボール選手。日本ハンドボールリーグの大崎電気所属。
実兄はハンドボール選手の柳匠郎。

## 経歴
名古屋市立御幸山中学校時代は2007年の第16回JOCジュニアオリンピックカップで優秀選手に選ばれた。中学卒業後は愛知高等学校へ進学。
高校卒業後は名城大学へ進学し、2012年に第13回男子ジュニアアジア選手権の日本代表U-21に選出。
2013年は第1回U-22東アジア選手権の日本代表に選出された。
2015年に日本ハンドボールリーグの大崎電気へ加入。

## 詳細情報

### 年度別成績
| 年       | チーム   | 試合 | フィールド 得点 | 率    | 7m  | 合計  | 警告 | 退場 | 失格 |
| -------- | -------- | ---- | --------------- | ----- | --- | ----- | ---- | ---- | ---- |
| 2015-16  | 大崎電気 | 12   | 12/22           | .545  | 0/0 | 12/22 | 3    | 5    | 0    |
| 2016-17  | 大崎電気 | 8    | 1/1             | 1.000 | 0/0 | 1/1   | 1    | 0    | 0    |
| 2017-18  | 大崎電気 | 13   | 3/5             | .600  | 0/0 | 3/5   | 2    | 1    | 0    |
| 2018-19  | 大崎電気 | 5    | 0/1             | .000  | 0/0 | 0/1   | 0    | 0    | 0    |
| JHL：4年 | JHL：4年 | 38   | 16/29           | .552  | 0/0 | 16/29 | 6    | 6    | 0    |

### 記録

#### 日本ハンドボールリーグ
- フィールドゴール初得点：2015年11月15日、対豊田合成戦（武蔵村山市総合体育館）[6]

### 背番号
- 13 (2015年 - )

## 代表歴

### 日本代表U-22
- U-22東アジア選手権 (2013年)

### 日本代表U-21
- ジュニアアジア選手権 (2012年)

### 日本代表U-19
- ユースオリンピックアジア予選 (2009年)